# Drenoveț, Vidin
Drenoveț (în bulgară Дреновец) este un sat în comuna Rujinți, regiunea Vidin,  Bulgaria. 

## Demografie
Componența etnică a satului Drenoveț
     Bulgari (89,91%)
     Romi (7,11%)
     Nicio identificare (2,61%)
     Altele (0,36%)
La recensământul din 2011, populația satului Drenoveț era de 1.378 locuitori. Din punct de vedere etnic, majoritatea locuitorilor (89,91%) erau bulgari, cu o minoritate de romi (7,11%). Pentru 2,61% din locuitori nu este cunoscută apartenența etnică.